# 유유헌
유유헌(悠悠軒)은 경상북도 안동시 서후면 성곡리에 있다. 2009년 1월 21일 안동시의 문화유산 제19호로 지정되었다.